# Pere Antoni Beuter
Pere Antoni Beuter (Valencia, 1490 - 1554) fue un historiador y teólogo exégeta valenciano.
De origen alemán estudió Humanidades en la Universidad de Valencia, donde se graduó en Artes Liberales(1518), adquiriendo luego el título de doctor en Teología (1525). Fue secretario del arzobispo Erhard de la Marche a quién, en 1527, dedicó uno de sus tratados, Caerimoniae ad Missam. En 1537 marchó una primera vez a Roma en el séquito del cardenal Rodrigo de Borja, fallecido al poco de llegar. Vuelto a Valencia, participa en las celebraciones de su conquista(1538). Nuevamente volvía a Roma con el cardenal Enrique de Borja, fallecido al llegar a Viterbo1540. Afincado en Roma, fue nombrado predicador apostólico por el papa Pablo III. Fallecido el Papa Farnesio (1549), regresó en Valencia, donde fue nombrado regente de una cátedra de Santo Tomás, y luego de Sagradas Escrituras y Antiguo Testamento. 
Sus obras más conocidas fueron historiográficas, entre las que destacan su Primera part de la història de València de 1538 en la que trata el tema de la fundación de Valencia. El tratado tuvo éxito por lo que redactó una nueva versión en español en 1546. La segunda parte de la obra fue redactada por completo en español y publicada en 1550 bajo el nombre de Segunda parte de la crónica general de España. La tercera parte sigue siendo inédita ya que no ha sido encontrada.
Sus otras obras son fundamentalmente de exégesis bíblica.

## Obras
- Primera part de la història de València
- Segunda parte de la crónica general de España
- Caerimoniae ad Missam
- Annotaciones decem ad sacram scripturam
- Judicium in confessiones sacerdotum